# Elisa (ime)
Elisa je žensko osebno ime.

## Izvor imena
Ime Elisa je različica ženskega osebnega imena Elizabeta.

## Pogostost imena
Po podatkih Statističnega urada Republike Slovenije je bilo na dan 31. decembra 2007 v Sloveniji število ženskih oseb z imenom Elisa: 35.

## Osebni praznik
Osebe z imenom Elisa lahko godujejo takrat kot osebe z imenom Elizabeta.